# Křtěnov
Křtěnov település Csehországban, a Blanskói járásban. Křtěnov Prosetín, Olešnice, Lhota u Olešnice, Crhov és Louka településekkel határos. Lakosainak száma 213 fő (2024. január 1.).

## Népesség
A település lakosságának változását az alábbi diagram mutatja:
| Lakosok száma | 277  | 299  | 308  | 209  | 180  | 225  | 220  | 217  | 196  | 213  |
|               | 1869 | 1900 | 1921 | 1961 | 1980 | 2011 | 2016 | 2019 | 2021 | 2024 |